# Chiesa di San Prospero (Toano)
La chiesa di San Prospero, o in modo più completo chiesa di San Prospero Vescovo, è la parrocchiale di Cerrè Marabino, frazione di Toano, in provincia di Reggio Emilia. Appartiene al vicariato della Montagna nella diocesi di Reggio Emilia-Guastalla e risale al XII secolo.

## Storia

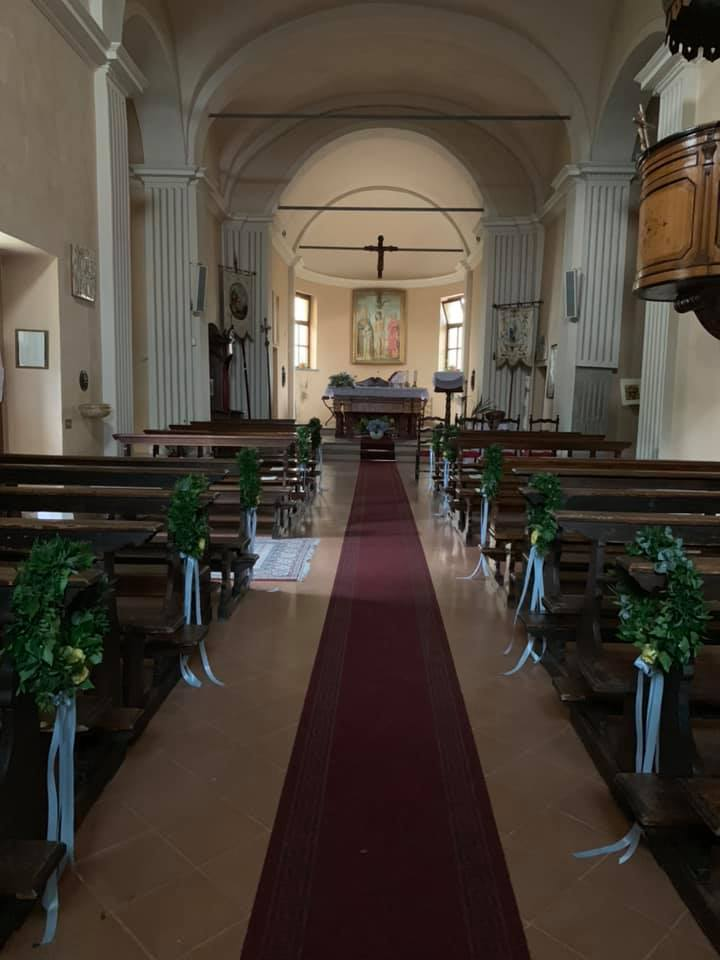
Interno della navata

Il luogo di culto venne edificato attorno alla metà del XII secolo e poco dopo la sua erezione venne consacrato dal vescovo Alberio (o Adalberio). Circa tre secoli più tardi fu necessaria la sua ricostruzione e nuove notizie a documentarne la presenza e lo stato risalgono alla visita pastorale del cardinale Rinaldo d'Este del 1652. In tale occasione l'edificio venne giudicato strutturalmente solido. La torre campanaria venne eretta solo più tardi, nel XIX secolo, e ai primi del secolo successivo venne costruita anche la sagrestia. Durante lavori di restauro e consolidamento nella seconda metà del XX secolo si verificò un incidente che portò al crollo parziale della struttura che venne ricostruita poi con materiali diversi dall'originale, sostituendo le parti in pietra con laterizio. Nuovi lavori sono stati portati a termine, per un restauro generale, nel 2002.

## Descrizione

### Esterni
La chiesa parrocchiale si trova a Cerrè Marabino, frazione ad ovest del centro abitato di Toano, in provincia di Reggio Emilia. Presenta orientamento verso ovest e la tipica facciata a capanna è molto semplice, il portale è con arco a tutto sesto e sopra, in asse, si trovano una piccola nicchia e e un oculo. Sulla sinistra si trova il corpo della sagrestia mentre la torre campanaria si alza in posizione arretrata sulla destra.

### Interni
La sala interna è a navata unica che si conclude con la parte absidale a base rettangolare.
La copertura interna è con volta a crociera. La sala viene ampliata da due cappelle laterali.